# Podejrzany (film 2000)
Podejrzany (ang. Under Suspicion) – amerykańsko-francuski film fabularny z 2000 w reżyserii Stephena Hopkinsa z Gene’em Hackmanem i Morganem Freemanem w rolach głównych. Film nakręcono na podstawie powieści Johna Wainwrighta Brainwash. Remake francuskiego kryminału Przesłuchanie w noc sylwestrową z 1981.

## Obsada
- Gene Hackman jako Henry B. Hearst
- Morgan Freeman jako kapitan Victor Benezet
- Thomas Jane jako detektyw Felix Owens
- Monica Bellucci jako Chantal Hearst
- Nydia Caro jako Isabella
- Miguel Ángel Suárez jako Miguel
- Pablo Cunqueiro jako detektyw Castillo

## Opis fabuły
Na bogatego i wpływowego prawnika Henry’ego Hearta pada podejrzenie o serię morderstw i gwałtów na dziewczynkach, do których doszło w okolicy. Przesłuchanie prowadzi przyjaciel prawnika, komisarz Benezet. Początkowa przyjacielska rozmowa w komisariacie przeradza się w przesłuchanie winnego, na którego zaczyna wskazywać coraz większa liczba poszlak i dowodów.